# دييغو فورلان
 دييغو فورلان  (بالإسبانية:djeɣo foɾlan؛ من مواليد 19 مايو 1979). هو لاعب كرة قدم أورغوياني سابق، ومدرب نادي بنيارول. فاز مرتين بجائزة بيتشيشي والحذاء الذهبي الأوروبي، وكذلك حصل على جائزة الكرة الذهبية التي تقدم من الفيفا كأفضل لاعب في نهائيات كأس العالم 2010.
ينحدر فورلان من عائلة رياضية من لاعبي كرة القدم، حيث لعب والده بابلو فورلان لنادي ساو باولو ما بين الأعوام 1970 و1975، ولمنتخب الأوروغواي في بطولة كأس العالم لكرة القدم 1966 وبطولة كأس العالم لكرة القدم 1974. وجده، خوان كارلوس كورازو, أيضا لعب لنادي إنديبندينتي في الأرجنتين. انضم فورلان لنادي انديبندينتي, وذلك بعد أن تطور مستواه مع فريق الشباب، وبعد فترة مدتها أربع سنوات ناجحة، وقع لنادي مانشستر يونايتد، وبالرغم من فوزه مع النادي ببطولة الدوري الممتاز، إلاّ أنها كانت تجربة مخيبةً للآمال وفشل بها في تحقيق ما حققه في نادي انديبندينتي، وانتقل بعدها إلى نادي فياريال الإسباني.
في أول موسم له في عالم كرة القدم الإسبانية سجل فورلان 25 هدفا في الدوري وفاز بجائزة بيتشيشي. بعد موسمين أكثر نجاحا مع فياريال، انتقل فورلان لنادي أتلتيكو مدريد، حيث أصبح مرة أخرى هدافاً للدوري وأصبح أول لاعبٍ يفوز باللقب مرتين منذ حصول اللاعب رونالدو على الجائزة موسم 1996-1997 و 2003-2004.
في 11 من أكتوبر 2011 حطم فورلان الرقم القياسي بتسجيله الهدف رقم 32 ضد منتخب الباراغواي والتي انتهت بالتعادل ضمن تصفيات كأس العالم 2014 والرقم السابق كان مسجلاً باسم اللاعب هيكتور سكاروني بـ 31 هدفاً منذ العام 1930. اعتزل اللعب دوليا في مارس 2015.

## بداية حياته والمسيرة الكروية

### اندبندينتيالارجنتيني1997-2002
ولد دييغو فورلان في مونتيفيديو، وهو نجل اللاّعب الدولي السابق ومنتخب أوروغواي بابلو فورلان. كان في البداية على موعد بأن يكون لاعب تنس واعد منذ نعومة أظفاره، لكنه قرر إتباع التقاليد العائلية كأبيه وجده والتركيز على كرة القدم.
في العام 1995، عندما بلغ فورلان من العمر 16 عاما، خاض تجربة قصيرة في فرنسا بطلب من المدرب لاسزلو بولوني، بنادي نانسي. ومع ذلك، اختار النادي عدم التوقيع معه، ثم عاد فورلان إلى أمريكا الجنوبية. لعب لأندية عدة بما في ذلك نادي إنديبندينتي الأرجنتيني، حيث صنع لنفسه اسماً في عالم كرة القدم كهداّف. جذبت براعته بالتهديف اهتمام العديد من الأندية الأوروبية، وفي يناير 2002 وقع مع نادي مانشستر يونايتد الذي يلعب في الدوري الإنكليزي الممتاز بصفقة بلغت 6.9 جنيه استرليني.

### مانشستر يونايتد2002-2004
لعب فورلان أول مباراة له مع مانشستر يونايتد يوم 29 كانون الثاني / يناير ضد بولتون وندرز ولكن لم يسجل، واستمرت أيام القحط لسبع وعشرين مباراة متتالية. حتى جاء يوم ايلول / سبتمبر 18 في دوري الأبطال الأوروبي حيث استطاع فورلان التسجيل ضد نادي ماكابي حيفا.
من المعروف أن فورلان لم يسجل إلا قليلاً مع ناديه إلا أنه كان عندما يسجل، لا يسجل إلا أهدافاً حاسمة وفي الأوقات الأخيرة من المباراة فـ مثلا هدف التعادل في ملعب أولد ترافورد ضد أستون فيلا وهدفه الرائع في الإياب امام تشلسي. وفي موسم 2002-2003 حقق فورلان مع مانشستر يونايتد لقب الدوري وحينها اشتهر فورلان بحركته عند تسجيل الأهداف وهي عض طرف القميص من الجزء الداخلي السفلي كما فعل حينما سجل في مرمى برشلونة.
سجل فورلان 17 هدفا في 96 مباراة، ويقال أن من أفضل اللحظات التي عاشها فورلان مع النادي كانت عندما سجل فورلان هدفين في الأنفيلد، وعلى الرغم من العروض الجيدة التي قدمها فورلان إلاّ أنها لا تعتبر إنجازا قياسا بزميله اللاّعب رود فان نستلروي الذي سجل 150 هدف في 210 مباراة، وكان يعتقد أنه لن يبدأ موسم 2004-2005 مع الشياطين الحمر لقدوم الوافد الجديد اللاعب واين روني للفريق ليخلف فورلان الذي ذهب إلى فياريال.
والقصة الحقيقية لنهاية مسيرته مع مانشستر يونايتد كانت عندما قام فورلان بارتداء حذاء اللعب الخاطئ، وحاول بعدها بالهرولة إلى غرفة تبديل الملابس، ولكن مدرب الفريق فيرجسون أوقفه ورمى أحذيته بعيدا وكانت هذه هي آخر مرة يظهر بها فورلان مع الفريق.
كتبت بعض الصحف الإسبانية أن فورلان سينتقل إلى نادي ليفانتي أو نادي أتلتيك بيلباو لكون أن فورلان ترجع أصوله من جهة أمه إلى الباسكيون، ولكن في يوم 21 أب / أغسطس 2004 وقع فورلان مع نادي أسباني آخر ألا وهو فياريال

### فياريال2004-2007
بدأ مع الفريق ضد نادي فالنسيا في ملعبه وسجل هدف فريقه في الدقيقة 77 من المباراة والتي خسرها فياريال بنتيجة 2-1. وجاء هدفه في الفوز 2-0 على ضيفه ريال سرقسطة في 3 تشرين الأول، وسجل هدف التعادل مع مضيفه ريال مايوركا بنتيجة 1-1، وهدف الفوز في النهائي بنتيجة 4-0 على ضيفه نومانسيا. بين 12 ديسمبر 2004 و 16 كانون الثاني 2005، سجل فورلان سبعة أهداف في مباريات الدوري الخمس، بما في ذلك هدفين على برشلونة 3-0 يوم 9 يناير. وحقق فورلان لقب الهداف في أول موسم يخوضه مع ناديه الجديد ب 25 هدفا وحصل على جائزة بيتشيشي، مما جعل فياريال يدخل إلى دوري أبطال أوروبا وتمكن من أن يصل إلى الدور نصف النهائي. عموما، استطاع فورلان أن يحصل على جائزة الحذاء الذهبي الأوروبي مناصفةً مع تيري هنري.
انخفض معدل تهديف فورلان موسم 2005-2006 مع فياريال وخضع العديد من التغييرات، إلا أن النادي وصل إلى الدور نصف النهائي من دوري ابطال أوروبا حيث خرج من البطولة بعد الخسارة أمام نادي أرسنال الإنجليزي.

### أتلتيكو مدريد2007-2011

#### موسم 2007-2008

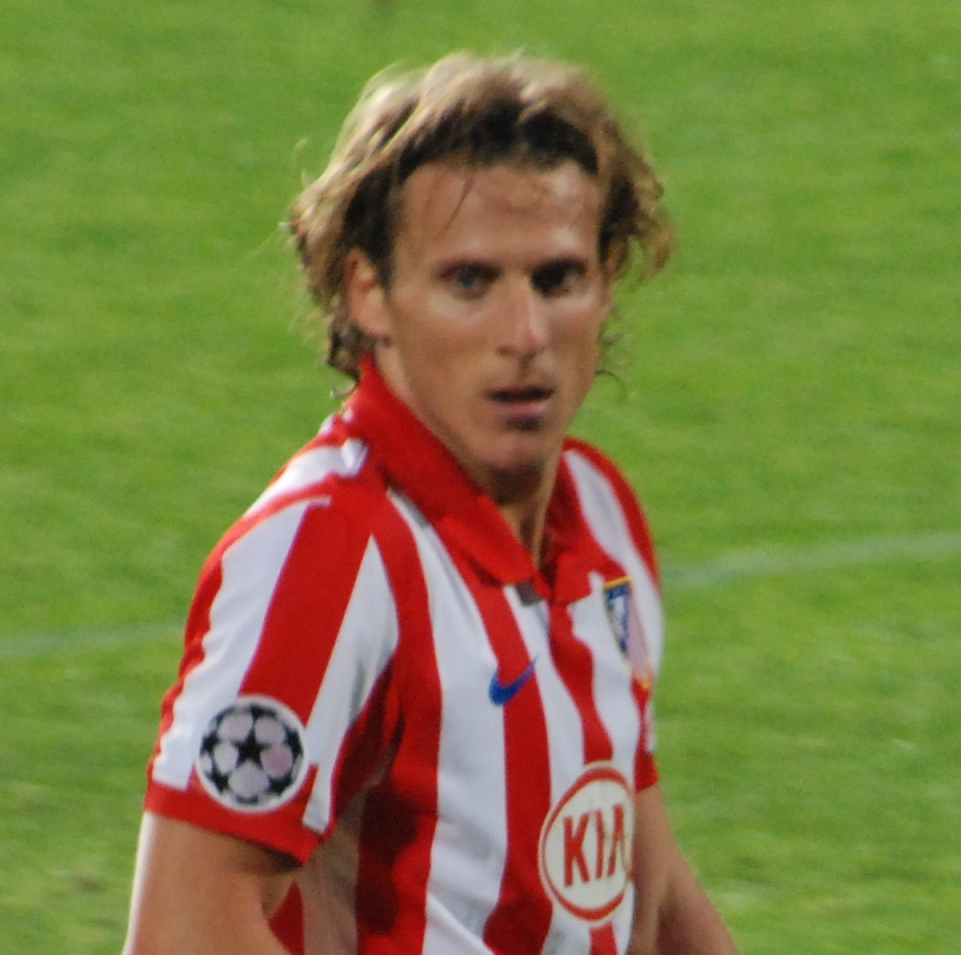
فورلان مرتديا قميص أتليتيكو مدريد

في 13 / يونيو 2007, أكّد أتليتيكو مدريد توقيعه رسمياّ مع فورلان بمبلغ21 مليون يورو. عاد فورلان مجدداّ إلى إنكلترا في شهر / فبراير 2008 للمشاركة ببطولة كأس الاتحاد الأوروبي مع أتليتكو ضد بولتون(وهو نفس النادي الذي خاض معه أول مباراة له مع مانشستر يونايتد). في مايو 2008، ساعد فورلان أتلتيكو للتأهل إلى دوري ابطال أوروبا للمرة الأولى منذ عقود، وسجل هدف الفوز ضد ديبورتيفو لاكورونيا. وأنهى موسمه الأول في مدريد برصيد 23 هدفا، وشكل مع الأرجنتيني سيرخيو أغويرو ثنائيا رائعا.

#### موسم 2008-2009
في 9 مايو 2009، سجل فورلان هدفين في مرمى إسبانيول لمساعدة أتلتيكو للتأهل إلى دوري ابطال أوروبا للعام الثاني على التوالي.لوس روخي بلانكوس كان متقدما 2-0 في الشوط الأول وشهدت هذه المبارة طرد لويس بيريا، ولكن الفريق عاد ليفوز 3-2 بفضل هدف فورلان في الدقيقة الأخيرة من المباراة. كما أنه سجل هدفا حاسما في الفوز على برشلونة وفياريال وفالنسيا. في 23 مايو 2009، سجل فورلان ثلاثة أهداف ضد أتلتيك بيلباو، والتي ساعدته بالفوز بالدوري الإسباني وأيضا على جائزة بيتشيتشي وكذلك على الحذاء الذهبي الأوروبي للمرة الثانية. وأنهى موسم 2008-09 بتسجيله 32 هدفا في 33 مباراة بمعدل هدف في كل مباراة. وحصل على جائزة بيتشيشي للمرة الثانية.

#### موسم 2009-2010
بدأ فورلان موسم 2009-2010 ببطء، وكافح ليستعيد مستواه وهي أيضا أسوأ بداية للنادي منذ العام 2000. في 24 أكتوبر، سجل فورلان هدفا عن طريق ضربة جزاء وأضاع آخر ليتعادل مع فريق ريال مايوركا
الذي لعب في الشوط الثاني بعشرة لاعبين ليتعادلوا بنتيجة 1-1. خيبة الأمل هذه وجدت امتعاضاً من قبل جمهور النادي, ووجهت انتقادات حادة ضد اللاعب فورلان والتي أدت إلى عدم مشاركته أساسيا في المباراة التي تليها.

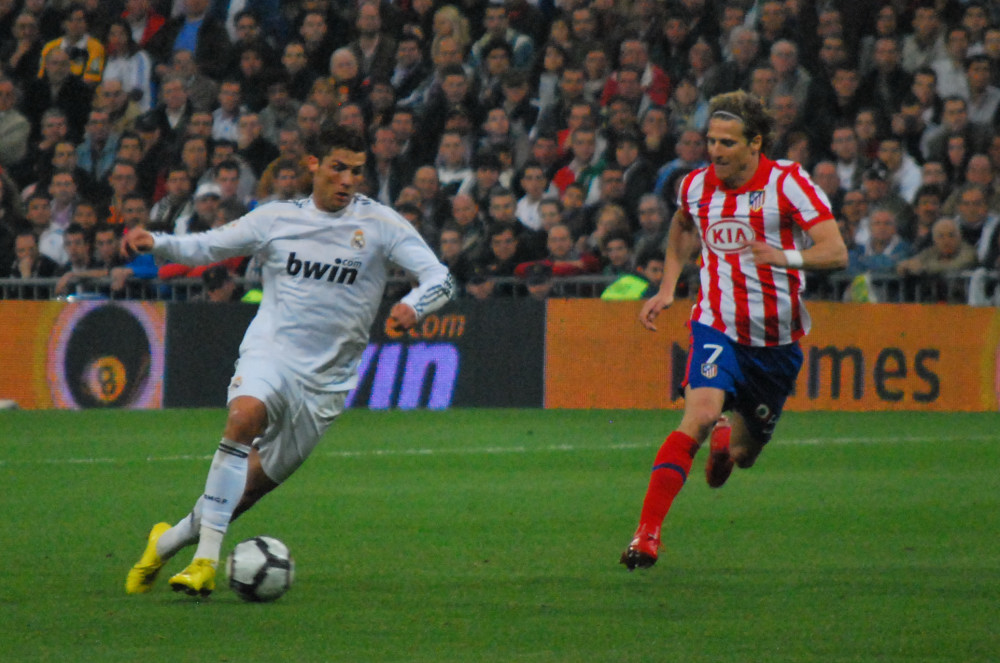
فورلان يواجه اللاعب كريستيانو رونالدو في العام 2010

بدأ أتليتيكو يتحسن مستواه بعد قدوم المدرب الجديد كيكي فلوريس، ومرة أخرى رجع فورلان إلى مستواه المعهود في النصف الثاني من الموسم وبلغ الفريق إلى نهائي كأس ملك إسبانيا ودوري أوروبا. في 14 فبراير 2010 سجل فورلان هدفا ضد نادي برشلونة على ملعب فيسينتي كالديرون, وهي كانت الهزيمة الأولى لبرشلونة في ذلك الموسم. في 22 من إبريل 2010 التقى أتليتيكو مدريد نادي ليفربول في نصف نهائي دوري أوروبا وسجل فورلان الهدف الوحيد في مباراة الذهاب على ملعب الأنفيلد، ليلتقيا مجددا في مباراة الإياب على ملعب أتليتكو في مدريد وكان بها الفريقان متعادلين ووصلت النتيجة إلى 2-1 في الوقت الإضافي قبل أن يسجل فورلان هدفا آخر ليحسم الكفة لأتليتيكو بنتيجة 2-2 وكانت كافية للوصول إلى النهائي ليلتقوا بذلك نادي فولهام الإنكليزي على ملعب إيمتيتش أرينا بمدينة هامبورغ بألمانيا في الثاني عشر من مايو. فورلان سجل هدفين ضد فريق فولهام في النهائي وفاز الفريق بنتيجة 2-1 وحصل فورلان على جائزة أفضل لاعب في المباراة. وأنهى الموسم بتسجيله 28 هدفا بالإضافة إلى 6 أهداف في البطولة الأوروبية.

#### موسم 2010-2011
بدأ الموسم مميزاً لفورلان بعد حصوله على لقب السوبر الأوروبي مع ناديه بعد الفوز على إنتر ميلان في موناكو بنتيجة 2-0 بتاريخ 27 أغسطس 2010. ومرة أخرى بدأ فورلان الموسم بالدوري بشكل متذبذب وعلى الرغم من تسجيله 3 أهداف في أو أسبوعين من الدوري، صام فورلان من التهديف 12 مباراة متتالية في جميع المنافسات قبل أن يسجل هدفي الفوز ضد أساسونا.
وفي نهاية الموسم، تكهنت بعض الصحف الأوروبية لانتقال فورلان إلى أندية مثل باشيكتاش التركي، ريال مدريد ونادي سياتل الأمريكي والتي كانت مهتمة لضم اللاعب في الانتقالات الشتوية لعام 2011.
وفي الطرف المقابل، كان دييغو مارادونا يرغب بضم اللاعب لتدعيم صفوفه بنادي الوصل الإماراتي خاصة بعد تألقه اللافت بالمنتخب الوطني في بطولة كأس العالم بجنوب أفريقيا 2010 وبطولة كوبا أمريكا بالأرجنتين ولكنه لم ينجح بالحصول على توقيعه.

### الإنتر2011-2012
انتقل فورلان إلى نادى إنتر ميلان قادما من أتلتيكو مدريد لموسمين وتخطى الكشف الطبي الذي خضع له ولم يكشف الإنتر عن قيمة الصفقة، ولكنّ وسائل الإعلام الإيطالية قالت أنّ الصفقة بلغت حوالي خمسة ملايين يورو أي ما يعادل حوالي 7.3 مليون دولار قبل إغلاق فترة الانتقالات الصيفية بقليل.
ولقد قدم إلى الإنتر خصيصاً ليحل محل اللاّعب الكاميروني صامويل إيتو ولكنه لم يستطع المشاركة مع زملائه في دوري ابطال أوروبا لأنه قد شارك مع ناديه السابق أتلتيكو مدريد الإسباني في الدور الثالث من مسابقة الدوري الأوروبي يوروبا ليغ ضد شترومسغودشت النروجي ولا يتيح له اللعب في العام 2011 حتى انتهاء دوري المجموعات مع الفريق الإيطالي حسب قوانين الاتحاد الأوروبي للعبة. ولقد ذكر رئيس النادي ماسيمو موراتي أن هذه من الأخطاء الفادحة التي يجب علينا التعلم منها وعدم تكرارها في المستقبل.
وفي أول ظهور له في الدوري الإيطالي تمكن فورلان من تسجيل الهدف الثالث في المباراة ولكن البداية كانت سيئة للنادي حيث انتهت المباراة بخسارة الإنتر بنتيجة 4-3 لصالح نادي باليرمو. وفي مارس 2012 سجل هدفه الثاني من اصل 18 مباراة لعبها في الدوري وفسخ عقده بالتراضي في نهاية موسم 2011-2012.

### انترناسيونال البرازيلي2012-2013
في 5 يوليو انتقل فورلان إلى الدوري البرازيلي لعقد يمتد إلى العام 2015.

## المسيرة الدولية
لدى فورلان مسيرة ناجحة على الصعيد الدولي، بعد أن سجل 32 مرة لمنتخب بلاده. سجل مرة واحدة في بطولة كأس العالم لكرة القدم 2002، وخمس مرات في نهائيات كأس العالم 2010، والذي سجل هدفين ضد منتخب جنوب أفريقيا لكرة القدم الدولة المضيفة، ومرة ضد غانا في الدور ربع النهائي، مرة واحدة ضد هولندا في الدور نصف النهائي، ومرة واحدة في مباراة تحديد المركز الثالث ضد ألمانيا. على الرغم من تسجيله خمسة أهداف مناصفةً مع اللاعب الألماني توماس مولر، إلاّ أن جائزة الحذاء الذهبي للهداف الأكثر تسجيلاً بالبطولة منحت لمولر، ووقع اختيار الفيفا على توماس مولر، بناءً على عدد التمريرات الحاسمة التي مررها لزملائه وعدد الدقائق التي شارك فيها في المباريات. ولكن جهود فورلان لم تذهب هباءً ليعوض بجائزة الكرة الذهبية كأفضل لاعب في البطولة.

### كأس العالم كوريا واليابان 2002
خاض فورلان أول مباراة دولية له بتاريخ 27 مارس 2002 ضد المنتخب السعودي ودياً استعداداً لخوض نهائيات كأس العالم كوريا واليابان والتي خسرها المنتخب الأوروغوياني بنتيجة 3-2 سجل منها فورلان هدفا والأول له في مسيرته الدولية مع المنتخب الأول. خلال نهائيات كأس العالم خسر المنتخب أولى مبارياته ضد المنتخب الدنماركي ولعب بعدها ضد المنتخب الفرنسي وانتهت النيجة بالتعادل السلبي صفر-صفر. من المفارقات في تلك المباراة هو لقاء فورلان ضد اللاعب الفرنسي يوري دجوركاييف، بينما التقى والدا اللاعبين جان دجوركاييف وبابلو فورلان أيضا في نهائيات كأس العالم 1966 وهي سابقة لا تحدث إلاّ نادراً. في المباراة الأخيرة ضد السنغال كان لا بد من الفريق الفوز بالمباراة ليتمكن من التأهل للدور الثاني، تمكن فورلان بتسجيله هدفا بضربة هوائية باغت فيها الحارس السنغالي لتسكن أقصى يساره لتنتهي النتيجة في النهاية بالتعادل 3-3 ليخرج المنتخب الأوروغوياني من البطولة جنب إلى جنب مع المنتخب الفرنسي.

### كأس أمريكا الجنوبية في بيرو 2004
قبل وقت قصير من انتقاله من مانشستر يونايتد إلى فياريال. لعب فورلان جميع المباريات الست تحت إدارة المدرب الوطني جورج فوساتي, وكان فورلان قد سجل هدف الفوز ضد منتخب الإكوادور بنتيجة 2-1. احتل المنتخب الأوروغواي المركز الثالث في البطولة.

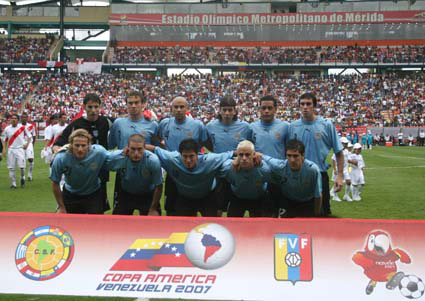
فورلان مع المنتخب الوطني في بطولة كوبا أمريكا 2007 في فنزويلا

### كوبا أمريكا الجنوبية في فنزويلا 2007
لم يستطع فورلان من أن يسجل في المجموعة (أ) وتأهل المنتخب إلى الدور الثاني محرزاً المركز الثالث في المجموعة من أصل أربعة، خسر 3-0 أمام بيرو وفوز واحد ضد بوليفيا بنتيجة 1-0. وتعادل بنتيجة 0-0 ضد فنزويلا، المنتخب المضيف في البطولة، تحت قيادة المدرب الشهير أوسكار تاباريز.
التقى المنتخب الأوروجوياني بالمنتخب الفنزويلي مرة أخرى في الدور ربع النهائي، وانتهت المباراة بفوز عريض لأوروغواي بنتيجة 4-1 نصيب فورلان منها كانا هدفين، الأول في الدقيقة 38 والثاني في الوقت المحتسب بدل الضائع. في النصف النهائي، تقابل فريق الأوروغواي بنظيره منتخب البرازيل القوي آنذاك، سجل فورلان هدف التعادل لجعله في الدقيقة 36 بعد أن كان خاسراً بهدف عن طريق اللاعب البرازيلي مايكون. في النهاية، خرج الفريقان بالتعادل بنتيجة 2-2 ثم لجأ الفريقان لركلات الترجيح. لسوء الحظ، ضيع فورلان أول ركلة للفريق وكانت كالموت المفاجئ عليهم جميعا. ولكن الحظ ابتسم للفريق مرة أخرى ليضيع الفريق البرازيلي ركلته الأولى عن طريق اللاعب أفونسوا ألفيس. تم تسديد الركلة الأخيرة للبرازيل عن طريق اللاعب جلبرتو وثم مرة أخرى يضيّع اللاعب دييغو لوغانو للأوروغواي لتتأهل البرازيل للنهائي وإقصاء منتخب الأوروغواي. وكانت النتيجة لركلات الترجيح هي خمسة مقابل أربعة. احتل المنتخب الأوروجوياني المركز الرابع في البطولة.

### كأس العالم جنوب أفريقيا 2010
| إيكر كاسياس مايكون كارليس بويول سيرجيو راموس فيليب لام انيستا تشافي شفاينشتايغر شنايدر دييغو فورلان فيا |
| المدرب فسينتي ديل بوسكي هو المدرب المثالي مع الكتيبة المختارة لكأس العالم وتم اختيار اللاعب فورلان لكتيبة فريق كل النجوم لعام 2010 حسب الاستفتاء العام الذي شارك به عدد من النقاد والصحافة الرياضية على موقع الفيفا الرسمي |

في 16 يونيو 2010، خلال مباراة أوروغواي في المجموعة الثانية في كأس العالم 2010 لكرة القدم ضد جنوب أفريقيا، افتتح فورلان التسجيل بعد مجهود كبير في المباراة وسجل هدفاً آخر من ركلة جزاء، وكانت له اليد الطولى في مساعدة زملائه بالهدف الثالث والتي انتهت بالفوز 3-0 على الدولة المضيفة. وفي 2 يوليو 2010 سجل فورلان من ركلة حرة ضد غانا ليدرك التعادل لمنتخبه في الدور ربع النهائي. وانتهت المباراة 1-1، ونجحت الأوروغواي في بلوغ نصف النهائي بعد الفوز على غانا 4-2 بركلات الترجيح. وفي يوم 6 يوليو 2010، سجل فورلان هدف آخر من مسافة بعيدة، وهذه المرة بقدمه اليسرى وأدرك التعادل لمنتخبه ضد هولندا في الدور نصف النهائي ليحرز أول أهدافه في مرمى فريق غير أفريقي في بطولات كأس العالم. وعلى الرغم من انتهاء الشوط الأول من المباراة بالتعادل 1-1، إلا أن الأوروغواي خسرت في النهاية 3-2 ونجحت هولندا ببلوغ المباراة النهائية. فورلان أصبح أول لاعب منذ أن سجل لوثار ماثيوس في العام 1990 ليسجل ثلاثة أهداف من خارج منطقة الجزاء في دورة واحدة. وفي مباراة تحديد المركز الثالث سجل فورلان للمرة الأخيرة في البطولة حيث سجل هدفاً من تسديدة متقنة التنفيذ من على حافة منطقة الجزاء ليضع منتخبه في المقدمة ضد ألمانيا بعد تأخرهم بهدف، إلا أن الألمان تمكنوا من تسجيل هدفين آخرين، ثم بعد ذلك سدد تسديدة رائعة إصطدمت بالعارضة وذلك في اللحظة الأخيرة من المباراة من ركلة حرة مباشرة، ففازت ألمانيا 3-2 وحصلت على المركز الثالث في هذه المباراة. وفي 11 يوليو 2010، بعد وقت قصير من انتهاء المباراة النهائية، حصل فورلان على الكرة الذهبية المقدمة من الفيفا كأفضل لاعب في البطولة.

### كأس أمريكا الجنوبية في الأرجنتين 2011
| موسليرا كاسيريس لوغانو غودين فوسيلي غارغانو بيريز ألفارو بيريرا بيريرا دييغو فورلان لويس سواريز |
| تشكيلة منتخب الأوروغواي الأساسية في نهائي كوبا أمريكا 2011 ضد منتخب الباراغواي                  |

شارك فورلان في كوبا اميركا 2011 التي استضافتها الأرجنتين، وعندما واجه منتخب الأوروغواي نظيره المكسيكي بالبطولة، عادل فورلان عدد مرات الظهور مع المنتخب مناصفة مع الحارس السابق رودولفو رودريجز. وبنهاية البطولة حطم الرقم القياسي بإثنان وثمانين مباراة ليحفر اسمه في التاريخ منذ أن لعب لأول مرة منذ العام 2002.
وقد حقق مع منتخبه لقب كوبا اميركا 2011 فكان له دور كبير في ذلك بالرغم من أنه لم يحالفه الحظ في التهديف إلاّ في المباراة النهائية أمام منتخب الباراغواي التي انتهت بنتيجة 3-0 فكان له هدفان منهما.

### كأس القارات 2013
في 16 حزيران عام 2013، بدأ فورلان بديلا في الدقيقة 69 في افتتاح مباريات كأس القارات 2013 ضد إسبانيا. في مباراة المجموعة الثانية، ووصوله إلى الرقم 100 له مع منتخب بلاده، سجل فورلان هدف الفوز الثاني ضد نيجيريا 2-1. حصل على راحة في في المبارة التالية ضد تاهيتي. وكان مرة أخرى في التشكيلة الأساسية التي خسرت فيها أوروغواي 1-2 أمام البرازيل في الدور نصف النهائي، حيث كانت لديه ركلة جزاء تصدى لها الحارس البرازيلي جوليو سيزار.

## إحصاءات وأرقام
الإحصاءات صحيحة حتى آخر ظهور في المنتخب الوطني بتاريخ 29 فبراير 2012
| الأهداف الدولية | الأهداف الدولية | الأهداف الدولية                                       | الأهداف الدولية | الأهداف الدولية | الأهداف الدولية                                    | الأهداف الدولية |
| #               | التاريخ         | المكان                                                | الخصم           | النتيجة         | نوع المنافسة                                       | الأهداف         |
| --------------- | --------------- | ----------------------------------------------------- | --------------- | --------------- | -------------------------------------------------- | --------------- |
| 2002            |                 |                                                       |                 |                 |                                                    |                 |
| 1               | 27 مارس         | استاد محمد بن فهد الدمام                              | السعودية        | 2–3             | مباراة ودية                                        | 1 (1)           |
| 2               | 17 أبريل        | سان سيرو، ميلانو                                      | إيطاليا         | 1–1             | مباراة ودية                                        |                 |
| 3               | 16 مايو         | إستاد ووليهي ,شنيانغ                                  | الصين           | 2–0             | مباراة ودية                                        |                 |
| 4               | 21 مايو         | الملعب الوطني، سنغافورة                               | سنغافورة        | 2–1             | مباراة ودية                                        |                 |
| 5               | 11 يونيو        | ملعب كأس العالم سوون، سوون                            | السنغال         | 3–3             | كأس العالم 2002                                    | 1 (2)           |
| 2003            |                 |                                                       |                 |                 |                                                    |                 |
| 6               | 28 مارس         | الملعب الوطني، طوكيو                                  | اليابان         | 2–2             | مباراة ودية                                        | 1 (3)           |
| 7               | 8 يونيو         | ملعب سيؤول، سيول                                      | كوريا الجنوبية  | 2–0             | مباراة ودية                                        |                 |
| 8               | 20 أغسطس        | ملعب أرتيمو فرانكي، فلورنسا                           | الأرجنتين       | 2–3             | مباراة ودية                                        | 1 (4)           |
| 9               | 7 سبتمبر        | ملعب سنتيناريو، مونتيفيديو                            | بوليفيا         | 5–0             |                                                    | 1 (5)           |
| 10              | 10 سبتمبر       | ملعب دل شاكو، أسونسيون                                | باراغواي        | 1–4             | تصفيات كأس العالم                                  |                 |
| 11              | 15 نوفمبر       | ملعب سنتيناريو، مونتيفيديو                            | تشيلي           | 2–1             | تصفيات كأس العالم                                  |                 |
| 12              | 19 نوفمبر       | ملعب بينهيراو، كوريتيبا                               | البرازيل        | 3–3             | تصفيات كأس العالم                                  | 2 (7)           |
| 2004            |                 |                                                       |                 |                 |                                                    |                 |
| 13              | 18 فبراير       | ملعب حديقة الاستقلال، كينغستون                        | جامايكا         | 0–2             | مباراة ودية                                        |                 |
| 14              | 31 مارس         | ملعب سنتيناريو، مونتيفيديو                            | فنزويلا         | 0–3             | تصفيات كأس العالم                                  |                 |
| 15              | 1 يونيو         | ملعب سنتيناريو، مونتيفيديو                            | بيرو            | 1–3             | تصفيات كأس العالم                                  | 1 (8)           |
| 16              | 6 June          | ملعب متروبوليتانو روبيرتو ميلينديز، بارانكويلا        | كولومبيا        | 0–5             | تصفيات أمريكا الجنوبية لكأس العالم لكرة القدم 2006 |                 |
| 17              | 7 July          | ملعب إلياس أغيري, تشيكلايو                            | المكسيك         | 2–2             | كأس أمريكا الجنوبية 2004                           |                 |
| 18              | 10 July         | ملعب إلياس أغيري, تشيكلايو                            | الإكوادور       | 2–1             | كأس أمريكا الجنوبية 2004                           | 1 (9)           |
| 19              | 13 July         | ملعب ميغيل غراو، بيورا                                | الأرجنتين       | 2–4             | كأس أمريكا الجنوبية 2004                           |                 |
| 20              | 18 July         | ملعب خورخي باسادرا، تاكنا                             | باراغواي        | 3–1             | كأس أمريكا الجنوبية 2004                           |                 |
| 21              | 21 July         | الملعب الوطني، ليما                                   | البرازيل        | 1–1             | كأس أمريكا الجنوبية 2004                           |                 |
| 22              | 24 July         | ملعب غارسيلاسو, قوسقو                                 | كولومبيا        | 2–1             | كأس أمريكا الجنوبية 2004                           |                 |
| 23              | 9 October       | ستاد أنتونيو فيسبوكيو ليبرتي، بوينس آيرس              | الأرجنتين       | 2–4             | تصفيات أمريكا الجنوبية لكأس العالم لكرة القدم 2006 |                 |
| 2005            |                 |                                                       |                 |                 |                                                    |                 |
| 24              | 27 March        | ملعب تشيلي الوطني، سانتياغو                           | تشيلي           | 0–0             | تصفيات أمريكا الجنوبية لكأس العالم لكرة القدم 2006 |                 |
| 25              | 30 March        | ملعب سنتيناريو، مونتيفيديو                            | البرازيل        | 1–1             | تصفيات أمريكا الجنوبية لكأس العالم لكرة القدم 2006 | 1 (10)          |
| 26              | 4 June          | ملعب خوسيه باتشنتشو روميرو، ماراكايبو                 | فنزويلا         | 1–1             | تصفيات أمريكا الجنوبية لكأس العالم لكرة القدم 2006 | 1 (11)          |
| 27              | 7 June          | الملعب الوطني، ليما                                   | بيرو            | 0–0             | تصفيات أمريكا الجنوبية لكأس العالم لكرة القدم 2006 |                 |
| 28              | 17 August       | ملعب إل مولينون، خيخون                                | إسبانيا         | 0–2             | مباراة ودية                                        |                 |
| 29              | 4 September     | ملعب سنتيناريو، مونتيفيديو                            | كولومبيا        | 3–2             | تصفيات أمريكا الجنوبية لكأس العالم لكرة القدم 2006 |                 |
| 30              | 8 October       | ملعب آتاهوالبا الأولمبي، كيتو                         | الإكوادور       | 0–0             | تصفيات أمريكا الجنوبية لكأس العالم لكرة القدم 2006 |                 |
| 31              | 12 October      | ملعب سنتيناريو، مونتيفيديو                            | الأرجنتين       | 1–0             | تصفيات أمريكا الجنوبية لكأس العالم لكرة القدم 2006 |                 |
| 32              | 12 November     | ملعب سنتيناريو، مونتيفيديو                            | أستراليا        | 1–0             | تصفيات أمريكا الجنوبية لكأس العالم لكرة القدم 2006 |                 |
| 2006            |                 |                                                       |                 |                 |                                                    |                 |
| 33              | 1 March         | أنفيلد، ليفربول                                       | إنجلترا         | 1–2             | مباراة ودية                                        |                 |
| 34              | 16 August       | ستاد الإسكندرية، الإسكندرية                           | مصر             | 2–0             | مباراة ودية                                        |                 |
| 35              | 15 November     | ملعب بوريس بايتشادزه، تبليسي                          | جورجيا          | 0–2             | مباراة ودية                                        |                 |
| 2007            |                 |                                                       |                 |                 |                                                    |                 |
| 36              | 2 June          | ملعب أستراليا، سيدني                                  | أستراليا        | 2–1             | مباراة ودية                                        | 1 (12)          |
| 37              | 26 June         | ملعب متروبوليتانو دي مريدا، ماردة (فنزويلا)           | بيرو            | 0–3             | كوبا أمريكا 2007                                   |                 |
| 38              | 30 June         | ملعب بوليدبورتيفو دي بويبلو نويفو، سان كريستوبال      | بوليفيا         | 1–0             | كوبا أمريكا 2007                                   |                 |
| 39              | 3 July          | ملعب متروبوليتانو دي مريدا، ماردة (فنزويلا)           | فنزويلا         | 0–0             | كوبا أمريكا 2007                                   |                 |
| 40              | 7 July          | ملعب بوليدبورتيفو دي بويبلو نويفو، سان كريستوبال      | فنزويلا         | 4–1             | كوبا أمريكا 2007                                   | 2 (14)          |
| 41              | 10 July         | ملعب خوسيه باتشنتشو روميرو، ماراكايبو                 | البرازيل        | 2–2             | كوبا أمريكا 2007                                   | 1 (15)          |
| 42              | 14 July         | ملعب أوليمبيكو دي لا سيوداد أونفرسيتاريا، كاراكاس     | المكسيك         | 1–3             | كوبا أمريكا 2007                                   |                 |
| 43              | 13 October      | ملعب سنتيناريو، مونتفيدو                              | بوليفيا         | 5–0             | تصفيات أمريكا الجنوبية لكأس العالم لكرة القدم 2010 | 1 (16)          |
| 44              | 17 October      | ملعب ديفنسوريس دل تشاكو، أسونسيون                     | باراغواي        | 0–1             | تصفيات أمريكا الجنوبية لكأس العالم لكرة القدم 2010 |                 |
| 2008            |                 |                                                       |                 |                 |                                                    |                 |
| 45              | 6 February      | ملعب سنتيناريو، مونتفيدو                              | كولومبيا        | 2–2             | تصفيات أمريكا الجنوبية لكأس العالم لكرة القدم 2010 |                 |
| 46              | 28 May          | ملعب أوليفول، أوسلو                                   | النرويج         | 2–2             | مباراة ودية                                        |                 |
| 47              | 14 June         | ملعب سنتيناريو، مونتفيدو                              | فنزويلا         | 2–2             | تصفيات أمريكا الجنوبية لكأس العالم لكرة القدم 2010 |                 |
| 48              | 17 June         | ملعب سنتيناريو، مونتفيدو                              | بيرو            | 6–0             | تصفيات أمريكا الجنوبية لكأس العالم لكرة القدم 2010 | 3 (19)          |
| 49              | 6 September     | ملعب إل كامبين، بوغوتا                                | كولومبيا        | 1–0             | تصفيات أمريكا الجنوبية لكأس العالم لكرة القدم 2010 |                 |
| 50              | 10 September    | ملعب سنتيناريو، مونتفيدو                              | الإكوادور       | 0–0             | تصفيات أمريكا الجنوبية لكأس العالم لكرة القدم 2010 |                 |
| 51              | 19 November     | ملعب فرنسا، باريس                                     | فرنسا           | 0–0             | مباراة ودية                                        |                 |
| 2009            |                 |                                                       |                 |                 |                                                    |                 |
| 52              | 28 March        | ملعب سنتيناريو، مونتفيدو                              | باراغواي        | 2–0             | تصفيات أمريكا الجنوبية لكأس العالم لكرة القدم 2010 | 1 (20)          |
| 53              | 1 April         | ملعب خوليو مارتينيز برادانوس الوطني، سانتياغو         | تشيلي           | 0–0             | تصفيات أمريكا الجنوبية لكأس العالم لكرة القدم 2010 |                 |
| 54              | 6 June          | ملعب سنتيناريو، مونتفيدو                              | البرازيل        | 0–4             | تصفيات أمريكا الجنوبية لكأس العالم لكرة القدم 2010 |                 |
| 55              | 10 June         | ملعب بوليدبورتيفو كاتشاماي، بويرتو أورداز (فنزويلا)   | فنزويلا         | 2–2             | تصفيات أمريكا الجنوبية لكأس العالم لكرة القدم 2010 | 1 (21)          |
| 56              | 9 September     | ملعب سنتيناريو، مونتفيدو                              | كولومبيا        | 3–1             | تصفيات أمريكا الجنوبية لكأس العالم لكرة القدم 2010 |                 |
| 57              | 10 October      | ملعب آتاهوالبا الأولمبي، كيتو                         | الإكوادور       | 2–1             | تصفيات أمريكا الجنوبية لكأس العالم لكرة القدم 2010 | 1 (22)          |
| 58              | 13 October      | ملعب سنتيناريو، مونتفيدو                              | الأرجنتين       | 0–1             | تصفيات أمريكا الجنوبية لكأس العالم لكرة القدم 2010 |                 |
| 59              | 14 November     | ملعب ريكاردو سابريسا أيما، سان خوسيه                  | كوستاريكا       | 1–0             | تصفيات كأس العالم 2010                             |                 |
| 60              | 18 November     | ملعب سنتيناريو، مونتفيدو                              | كوستاريكا       | 1–1             | تصفيات كأس العالم 2010                             |                 |
| 2010            |                 |                                                       |                 |                 |                                                    |                 |
| 61              | 3 March         | ملعب أيه إف جي، سانت غالن                             | سويسرا          | 3–1             | مباراة ودية                                        | 1 (23)          |
| 62              | 26 May          | ملعب سنتيناريو، مونتفيدو                              | إسرائيل         | 4–1             | مباراة ودية                                        | 1 (24)          |
| 63              | 11 June         | ملعب كيب تاون، كيب تاون                               | فرنسا           | 0–0             | كأس العالم 2010 المجموعة أ                         |                 |
| 64              | 16 June         | ملعب لوفتوس فيرسفيلد، بريتوريا                        | جنوب إفريقيا    | 3–0             | كأس العالم 2010 المجموعة أ                         | 2 (26)          |
| 65              | 22 June         | ملعب رويال بافوكينغ، روستنبرغ                         | المكسيك         | 1–0             | كأس العالم 2010 المجموعة أ                         |                 |
| 66              | 26 June         | ملعب نيلسون مانديلا باي، بورت إليزابيث                | كوريا الجنوبية  | 2–1             | مرحلة خروج المغلوب في كأس العالم 2010              |                 |
| 67              | 2 July          | ملعب البنك الوطني الأول، جوهانسبرغ                    | غانا            | 1–1             | مرحلة خروج المغلوب في كأس العالم 2010              | 1 (27)          |
| 68              | 6 July          | ملعب كيب تاون، كيب تاون                               | هولندا          | 2–3             | مرحلة خروج المغلوب في كأس العالم 2010              | 1 (28)          |
| 69              | 10 July         | ملعب نيلسون مانديلا باي، بورت إليزابيث                | ألمانيا         | 2–3             | مرحلة خروج المغلوب في كأس العالم 2010              | 1 (29)          |
| 70              | 12 October      | Wuhan Sports Center Stadium، ووهان                    | الصين           | 4–0             | مباراة ودية                                        |                 |
| 71              | 17 November     | ملعب دافيد أريانو الأثري، سانتياغو                    | تشيلي           | 0–2             | مباراة ودية                                        |                 |
| 2011            |                 |                                                       |                 |                 |                                                    |                 |
| 72              | 25 March        | أ. لي كوك أرينا، تالين                                | إستونيا         | 0–2             | مباراة ودية                                        |                 |
| 73              | 29 March        | ملعب أفيفا، دبلن                                      | جمهورية أيرلندا | 3–2             | مباراة ودية                                        |                 |
| 74              | 29 May          | راين نيكار أرينا، سينسهايم                            | ألمانيا         | 1–2             | مباراة ودية                                        |                 |
| 75              | 8 June          | ملعب سنتيناريو، مونتفيدو                              | هولندا          | 1–1             | مباراة ودية                                        |                 |
| 76              | 23 June         | Estadio Atilio Paiva Olivera، ريفيرا (أوروغواي)       | إستونيا         | 3–0             | مباراة ودية                                        |                 |
| 77              | 4 July          | ملعب سان خوان ديل بايكينتيناريو، سان خوان (الأرجنتين) | بيرو            | 1–1             | كوبا أمريكا 2011 المجموعة ج                        |                 |
| 78              | 8 July          | ملعب مالفيناس أرخنتيناس، مندوزا (الأرجنتين)           | تشيلي           | 1–1             | كوبا أمريكا 2011 المجموعة ج                        |                 |
| 79              | 12 July         | ملعب سيوداد دي لا بلاتا، لابلاتا                      | المكسيك         | 1–0             | كوبا أمريكا 2011 المجموعة ج                        |                 |
| 80              | 16 July         | ملعب العميد استانيسلاو لوبيز، سانتا في                | الأرجنتين       | 1–1             | 2011 Copa América ‏                                 |                 |
| 81              | 19 July         | ملعب سيوداد دي لا بلاتا، لابلاتا                      | بيرو            | 2–0             | 2011 Copa América ‏                                 |                 |
| 82              | 24 July         | ملعب مونومنتال أنتونيو فيسبوكيو ليبرتي، بوينس آيرس    | باراغواي        | 3–0             | نهائي كوبا أمريكا 2011                             | 2 (31)          |
| 83              | 7 أكتوبر        | ملعب سنتيناريو، مونتيفيديو                            | بوليفيا         | 4-2             | تصفيات أمريكا الجنوبية لكأس العالم لكرة القدم 2014 |                 |
| 84              | 12 أكتوبر       | ملعب دفاع دل شاكو، أسونسيون، الباراغواي               | باراغواي        | 1-1             | تصفيات أمريكا الجنوبية لكأس العالم لكرة القدم 2014 | 1 (32)          |

### المنتخب الوطني
| المنتخب    | السنة  | الظهور | الأهداف |
| ---------- | ------ | ------ | ------- |
| الأوروغواي |        |        |         |
| 2002       | 5      | 2      |         |
| 2003       | 7      | 5      |         |
| 2004       | 11     | 2      |         |
| 2005       | 9      | 2      |         |
| 2006       | 3      | 0      |         |
| 2007       | 9      | 5      |         |
| 2008       | 7      | 3      |         |
| 2009       | 9      | 3      |         |
| 2010       | 11     | 7      |         |
| 2011       | 13     | 3      |         |
| 2012       | 1      | 0      |         |
| المجموع    | 11 سنة | 85     | 32      |

الإحصاءات صحيحة حتى آخر ظهور بتاريخ 29 فبراير 2012

## الإنجازات والألقاب

### الأندية

#### مانشستر يونايتد
- الدوري الإنجليزي الممتاز (1)2002-2003
- كأس الاتحاد الإنجليزي لكرة القدم (1) 2003-2004
- درع الاتحاد الإنجليزي لكرة القدم (1) 2003

#### فياريال
- كأس إنترتوتو(1) 2004

#### اتليتيكو مدريد
- بطولة الدوري الأوروبي(1) 2009-2010
- كأس السوبر الأوروبي(1) 2010

### المنتخب الوطني
- كأس العالم جنوب أفريقيا 2010 المركز الرابع...جائزة أفضل لاعب في البطولة...
- كوبا أمريكا 2011 المركز الأول.

## خارج كرة القدم

### النشاط الاجتماعي
فورلان هو عضو مؤسس في مؤسسة أليخاندرا فورلان نسخة محفوظة 16 أغسطس 2011 على موقع واي باك مشين., وأليخاندرا هي أخته الكبرى التي تعرضت لحادث شنيع في العام 1991 والذي أدّى إلى وفاة صديقها وتعرضها للشلل النصفي. وفي تلك الفترة كان دييغو مارادونا تربطه علاقة صداقة مع والده بابلو فورلان اللاعب السابق بالمنتخب الأوروجوياني، قدم له الدعم الكامل ودفع ما يقارب ب 250000 ألف دولار أمريكي مصاريفا لعلاج ابنته, وكان هذا السبب الرئيسي الذي جعل من دييغو فورلان لتغيير طريقه من عالم التنس لاحتراف كرة القدم. وأهداف هذه المؤسسة هي خفض معدلات حوادث المرور في أوروغواي ومساعدة الأشخاص ذوي الإعاقة في هذه المسألة. وهي منظمة غير ربحية تتكون من مجموعة من الأشخاص الذين يعملون بلا هوادة لتوعية المجتمع لخطر قيادة السيارات، وهذه المؤسسة تقودها أخته أليخاندرا فورلان.

### اليونيسيف
قدم فورلان منتجات مخصصة للأطفال، والذي سيذهب جزء من أرباحه إلى منظمة الأمم المتحدة للطفولة (اليونيسيف). وفي حفل أقيم بهذه المناسبة، قدم فورلان شخصية (ديجيتو) الكاريكاتورية للاعب كرة قدم طفل اخترعها الرسام بابلو فييرو. وجاءت فكرة إنشاء ماركة (DF) الموقعة على المنتجات وتوقيع اتفاق مع (يونيسيف) لدعم مبيعات منظمة الأمم المتحدة للطفولة.

### إيزابيلا لا كاثوليكا[59]
في 3 أكتوبر 2011 تم تقليد دييغو فورلان وسام إيزابيلا لا كاثوليكا الرفيع المقدم من مملكة إسبانيا لجهوده في تطوير علاقات الصداقة والتعاون بين أسبانيا وبقية المجتمع الدولي من خلال مساهمته في تربع نادي فياريال وأتليتكو مدريد أعلى المراكز خلال مسيرته معهما. وتم تسليم الوسام من السفير الإسباني لدى أوروغواي نيابة عن الملك خوان كارلوس ملك إسبانيا وسط فرحة عارمة غمرت العالم الرياضي بوجه عام وعلى الشعب الأورغوياني بوجه خاص.

### الزواج
وخلال شهر نيسان / أبريل 2013 أعلن فولرلان عن نيته بالزواج مع باز كاردوسو البالغة من العمر 23 عاماً، وهي طالبة في كلية الطب ولاعبة الهوكي 
وفي عام 2011 تم إلغاء حفل زفاف فورلان مع عارضة الأزياء الأرجنتينية زائير نارا.

## وصلات خارجية
- دييغو فورلان على موقع الاتحاد الدولي (مؤرشف)  (الإنجليزية)
- دييغو فورلان على موقع الاتحاد الأوربي (الإنجليزية)
- دييغو فورلان على موقع رابطة كرة القدم اليابانية للمحترفين (اليابانية)
- دييغو فورلان على موقع قاعدة بيانات كرة القدم.إي يو (الإنجليزية)
- دييغو فورلان على موقع ليكيب (الفرنسية)
- دييغو فورلان على موقع ناشيونال فوتبول تيمز (الإنجليزية)
- دييغو فورلان على موقع Soccerbase.com (لاعب) (الإنجليزية)
- دييغو فورلان على موقع Soccerway.com (الإنجليزية)
- دييغو فورلان على موقع عالم كرة القدم.نت (الإنجليزية)
- دييغو فورلان على موقع رابطة محترفي التنس (الإنجليزية)
- صفحة دييغو فورلان الرسمية على اليوتيوب
- صفحة دييغو فورلان الرسمية على تويتر
- الموقع الرسمي على الشبكة العنكبوتية
- فورلان الرسمية على الفيسبوك دييغو فورلان  على فيسبوك.
- صفحة فورلان الرسمية على موقع فلكر